# Mehmet Alemdaroğlu
Mehmet Fırat Alemdaroğlu (Balıkesir, 24 luglio 1996) è un cestista turco.